# 14. децембар
14. децембар (14.12.) је 348. дан године по грегоријанском календару (349. у преступној години). До краја године има још 17 дана.

## Догађаји
- 557 — Разоран земљотрес је тешко оштетио Константинопољ.
- 1481 — Турски војници су после дуже опсаде заузели Нови, а Херцеговина је ушла у састав Османског царства.
- 1542 — Шест дана стара Марија Стјуарт је наследила престо Шкотске.
- 1782 — Браћа Монголфје су у Авињону први пут извели експеримент са балоном пуњеним врућим ваздухом.
- 1819 — Алабама је примљена у Унију као 22. америчка држава.
- 1822 — У Верони завршен Конгрес Свете Алијансе на којем је одлучено о интервенцији против грађанске револуције у Шпанији. Помоћ Грчкој у борби за ослобођење од Турске није изгласана.
- 1836 — Усвајањем одлуке „прозебле конвенције” незванично је завршен Толидски рат између Охаја и суседне територије Мичиген.
- 1900 — Немачки физичар Макс Планк објавио "Квантну теорију", према којој енергија радијације потиче из невидљивих делића, кваната, и није континуирана, како се раније мислило.
- 1911 — Норвешки истраживач Роалд Амундсен је постао први човек који је стигао на Јужни пол.
- 1916 — Грађани Данске су на референдуму гласали да Данска Западна Индија буде продата САД за 25 милиона долара.
- 1918 — У Великој Британији први пут на изборима гласале жене и добиле право да се кандидују за Парламент. Прва жена која је изабрана била грофица Маркиевич, ирски националиста, али није могла да заузме своје место у Парламенту јер је била у затвору.
- 1918 — Фридрих Карл је одбио да буде краљ Финске због свог немачког порекла по крају Првог светског рата.
- 1927 — Уједињено Краљевство признала независност Ирака и подржала пријем те земље у Лигу народа.
- 1935 — Први председник Чехословачке Томаш Масарик је поднео оставку, а на положај шефа државе четири дана касније изабран дотадашњи шеф дипломатије Едвард Бенеш.
- 1937 — Јапан успоставио марионетску кинеску владу у Пекингу.
- 1939 — Лига народа искључила СССР због агресије на Финску.
- 1939 — У сукобима током демонстрација радника и студената Београдског универзитета са полицијом и жандармеријом у Београду убијено је 9 особа.
- 1950 — Основан је Комесаријат Уједињених нација за избеглице.
- 1959 — Архиепископ Макариос III је постао први председник Кипра.
- 1960 — Потписана Париска конвенција о оснивању Организације за економску сарадњу и развој. Конвенција ступила на снагу у септембру 1961.
- 1962 — Сонда Маринер 2 је постала прва летелица која је успешно извршила планетарно сусретање прошавши поред Венере.
- 1962 — Кенет Каунда у Северној Родезији формирао прву владу којом су доминирали Африканци.
- 1963 — Брана која је држала језеро Болдвин Хилс у Лос Анђелесу је попустила, изазвавши бујицу која је уништила 277 домова.
- 1964 — Врховни суд САД је пресудом у случају Мотел Срце Атланте против Сједињених Држава да Конгрес може да користи уставне одредбе о трговини да се бори против дискриминације.
- 1981 — Кнесет је проширио израелске законе, надлежности и управу на Голанску висораван, чиме је фактички анектирао територију коју је освојио од Сирије у рату 1967.
- 1989 — Опозициони лидер Патрисио Ајлвин изабран за председника Чилеа на првим слободним изборима у тој земљи од 1970. Претходни демократски изабран шеф државе, социјалиста Салвадор Аљенде, убијен у војном пучу 1973, а на власт је дошао генерал Аугусто Пиноче.
- 1994 — Председник Републике Српске Радован Караџић затражио од бившег председника САД Џимија Картера да посредује у постизању мира у Босни и Херцеговини.
- 1994 — Почела је изградња бране Три клисуре на реци Јангце.
- 1995 — У Јелисејској палати у Паризу потписан мировни споразум о окончању 44-месечног рата у Босни, који је постигнут 21. новембра у Дејтону, САД. Потписе на споразум ставили председници Хрватске, Босне и Херцеговине и Србије Фрањо Туђман, Алија Изетбеговић и Слободан Милошевић. Тим споразумом БиХ подељена на два ентитета, Федерацију БиХ и Републику Српску, а надгледање спровођења мира поверено снагама НАТО.
- 1998 — У оружаном нападу маскираних особа на кафић у центру Пећи на Косову убијено шест младића српске националности.
- 1998 — У сукобу Војске Југославије и наоружаних Албанаца у близини Призрена погинуло 36 Албанаца, шест повређено.
- 2001 — Тужилаштво Међународног суда за ратне злочине у Хагу објавило оптужницу против генерала Војске Републике Српске Винка Пандуревића, оптуженог геноцид над босанским муслиманима у Сребреници 1995.
- 2004 — Пуштен је у саобраћај вијадукт Мијо, са 343 m највиши мост за возила на свету, који премошћава реку Тарн код места Мијо.
- 2008 — Ирачки новинар Мунтазар ел Зејди је гађао ципелом америчког председника Џорџа Буша на конференцији за штампу.
- 2012 — 28 особа је убијено у пуцњави у основној школи у месту Њутаун у америчкој савезној држави Конектикат.

## Рођења
- 1870 — Карл Ренер, аустријски политичар и правник, 1. канцелар Аустрије. (прем. 1950)[1]
- 1895 — Пол Елијар, француски песник. (прем. 1952)[2]
- 1897 — Курт фон Шушниг, аустријски политичар, канцелар Аустрије (1934—1938). (прем. 1977)[3]
- 1916 — Ширли Џексон, америчка списатељица. (прем. 1965)[4]
- 1920 — Бошко Палковљевић Пинки, учесник Народноослободилачке борбе и народни херој Југославије. (прем. 1942)
- 1922 — Николај Генадијевич Басов, совјетски физичар, добитник Нобелове награде за физику (1964). (прем. 1942)[5]
- 1924 — Раџ Капур, индијски глумац, продуцент и редитељ. (прем. 1988)[6]
- 1934 — Ружица Сокић, српска глумица. (прем. 2013)[7]
- 1935 — Ли Ремик, америчка глумица. (прем. 1991)[8]
- 1938 — Светлана Михајловна Толстој, руски филолог и академик, инострани члан састава Српске академије науке и уметности.[9]
- 1942 — Драго Млинарец, хрватски музичар.[10]
- 1946 — Џејн Беркин, енглеска глумица, музичарка, редитељка и модел. (прем. 2023)[11]
- 1946 — Пати Дјук, америчка глумица. (прем. 2016)[12]
- 1946 — Стен Смит, амерички тенисер.[13][14][15]
- 1947 — Светлана Бојковић, српска глумица.[16]
- 1947 — Александар Костић, српски психолог и академик, редовни члан састава Српске академије науке и уметности од 8. новембра 2018.[17]
- 1948 — Ди Волас, америчка глумица.[18]
- 1949 — Клиф Вилијамс, енглески музичар, најпознатији као басиста и певач групе AC/DC.[19]
- 1950 — Вики Мишел, енглеска глумица и продуценткиња.
- 1950 — Миле Новковић, српски фудбалер.[20]
- 1958 — Жељко Лукајић, српски кошаркашки тренер.[21]
- 1960 — Крис Водл, енглески фудбалер и фудбалски тренер.[22]
- 1962 — Горан Даничић, српски глумац. (прем. 2021)
- 1965 — Аљоша Асановић, хрватски фудбалер и фудбалски тренер.[23][24]
- 1966 — Борис Исаковић, српски глумац.[25]
- 1966 — Ентони Мејсон, амерички кошаркаш. (прем. 2015)[26]
- 1969 — Наташа Макелхон, енглеска глумица.[27]
- 1970 — Владимир Грбић, српски одбојкаш.
- 1970 — Ана Марија Јопек, пољска музичарка.[28]
- 1970 — Бет Ортон, енглеска музичарка.[29]
- 1973 — Небојша Богавац, црногорски кошаркаш и кошаркашки тренер.[30]
- 1978 — Пати Шнидер, швајцарска тенисерка.[31][32]
- 1979 — Софи Манк, аустралијска музичарка, глумица, модел и радио и ТВ водитељка.[33]
- 1979 — Мајкл Овен, енглески фудбалер.[34][35]
- 1983 — Борка Томовић, српска глумица.[36]
- 1988 — Никола Батум, француски кошаркаш.[37][38]
- 1988 — Ванеса Хаџенс, америчка глумица и музичарка.[39]
- 1990 — Роберт Ковингтон, амерички кошаркаш.[40]
- 1995 — Алваро Одриосола, шпански фудбалер.[41]

## Смрти
- 1799 — Џорџ Вашингтон, амерички револуционар и политичар, један од оснивача и први председник САД. (рођ. 1732)[42]
- 1862 — Џорџ Лојд Хоџиз, британски официр и дипломата, први британски конзул у Србији. (рођ. 1790)
- 1940 — Антон Корошец, словеначки политичар и теолог, вођа Словенске људске странке. (рођ. 1872)[43]
- 1966 — Верна Фелтон, америчка глумица. (рођ. 1890)
- 1984 — Висенте Александре, шпански песник, добитник Нобелове награде за књижевност (1977). (рођ. 1898)
- 1989 — Андреј Сахаров, руски нуклеарни физичар и борац за људска права, добитник Нобелове награде за мир (1975). (рођ. 1921)[44]
- 1993 — Мирна Лој, америчка глумица. (рођ. 1905)[45]
- 2001 — Винфрид Георг Зебалд, немачки песник, писац, есејиста и професор књижевности. (рођ. 1944)[46]
- 2003 — Џин Крејн, америчка глумица. (рођ. 1925)
- 2009 — Миодраг Јовановић, српски фудбалер и фудбалски тренер. (рођ. 1922)
- 2013 — Питер О’Тул, ирски глумац. (рођ. 1932)[47]
- 2019 — Ана Карина, данско-француска глумица, редитељка, сценаристкиња и певачица. (рођ. 1940)
- 2020 — Жерар Улије, француски фудбалер и фудбалски тренер. (рођ. 1947)

## Празници и дани сећања
- Српска православна црква данас прославља
  - Свети пророк Наум
  - Свети Филарет Милостиви